# Hästberg, Ljusdals kommun
Hästberg är en by i sydvästra delen av Järvsö socken i Ljusdals kommun, Hälsingland.
Hästberg ligger i närheten av enskilda vägen Simeå - Sidskogen. Området är en del av Järvsö finnmark.